# Julia Viellehner
Julia Viellehner (6 de septiembre de 1985-22 de mayo de 2017) fue una deportista alemana que compitió en duatlón. Ganó dos medallas de plata en el Campeonato Mundial de Duatlón de Larga Distancia en los años 2013 y 2015.

## Palmarés internacional
| Campeonato Mundial | Campeonato Mundial | Campeonato Mundial | Campeonato Mundial |
| Año                | Lugar              | Medalla            | Prueba             |
| ------------------ | ------------------ | ------------------ | ------------------ |
| 2013               | Zofingen ( Suiza)  | Medalla de plata   | Individual         |
| 2015               | Zofingen ( Suiza)  | Medalla de plata   | Individual         |